# 苏格兰咖啡馆

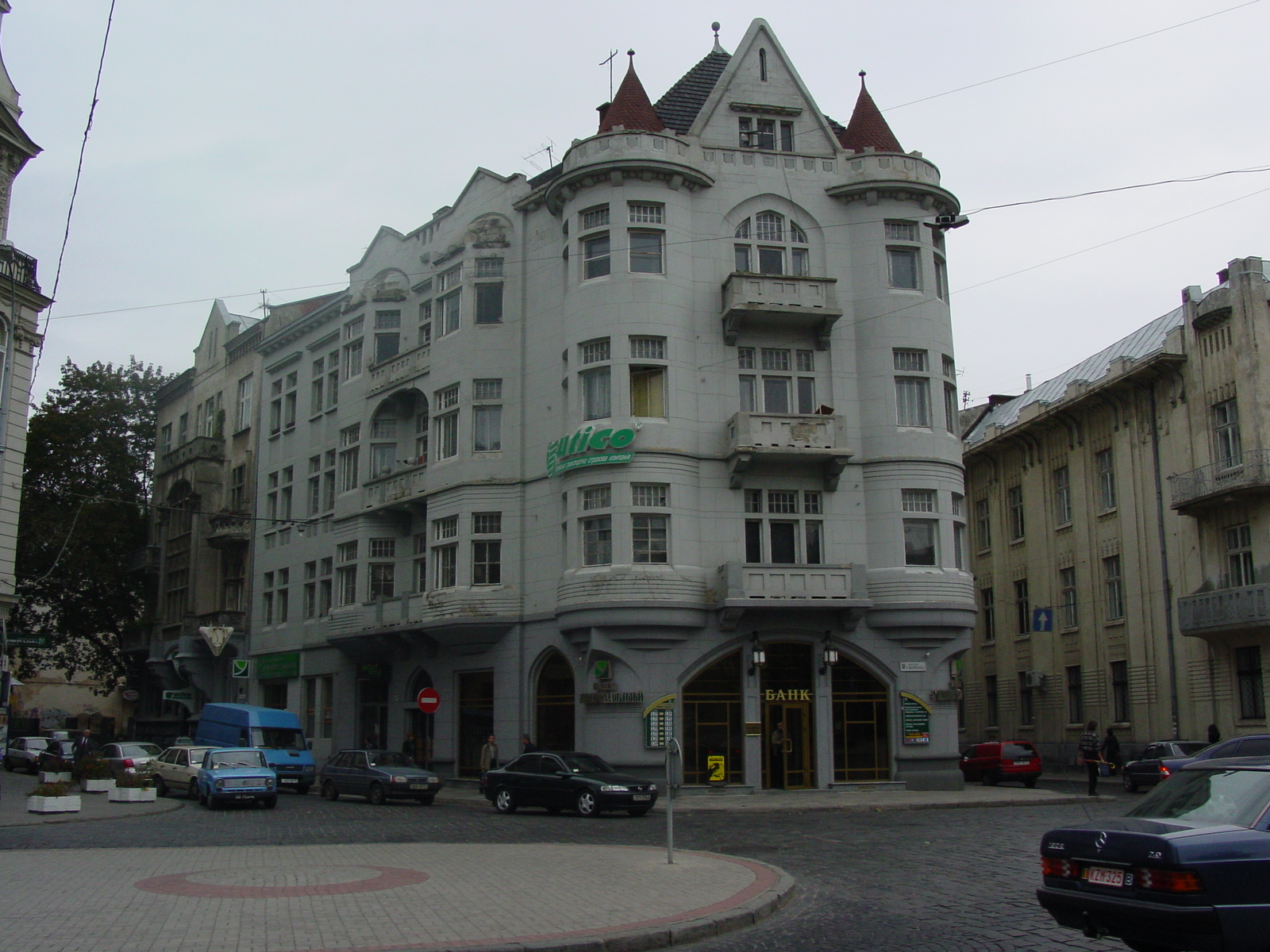
苏格兰咖啡馆

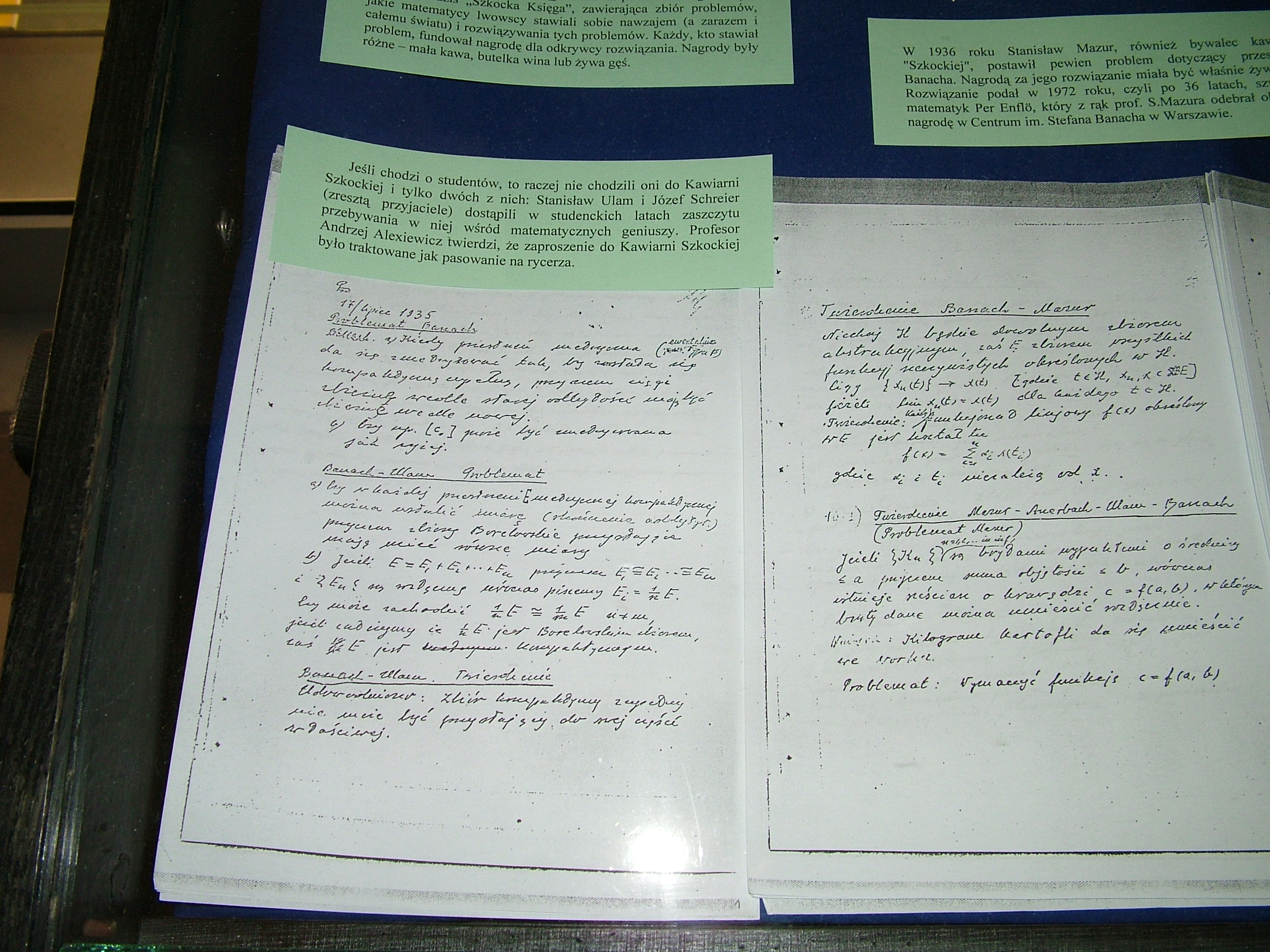
“苏格兰书”，以及斯特凡·巴拿赫和 斯塔尼斯拉夫·乌拉姆 注释

苏格兰咖啡馆（波蘭語：Kawiarnia Szkocka）是1930-1940年代波兰利沃夫（现属乌克兰）的一个咖啡馆，来自利沃夫数学学院的数学家们在此合作讨论研究数学问题，尤其是泛函分析和拓扑学。
斯塔尼斯拉夫·乌拉姆回忆说，咖啡馆的桌子有大理石台面，所以他们可以在讨论时直接用铅笔在桌子上写字。为了不让结果丢失，斯特凡·巴拿赫的妻子对他们直接在桌面上写字感到恼火，给数学家们提供了一个大笔记本，用来写问题和答案，最后称为“苏格兰书”。这本书—一系列已解决、未解决、甚至可能无法解决的问题，可以被咖啡馆的任何客人借阅。解决任何问题都会获得奖品，解决最困难和最具挑战性的问题则会获得昂贵的奖品，（在大萧条期间和二战前夕），比如一瓶优质的白兰地。
后来认为问题153与斯特凡·巴纳赫的紧算子密切相关，斯坦尼斯瓦夫·马祖尔为问题153提供了一只活鹅的奖励。直到1972年，安弗洛才解决了这个问题，在一个波兰全国广播直播的仪式上，现场收到了活鹅
咖啡馆大楼现在开设苏格兰餐厅及酒吧（以最初的苏格兰咖啡馆命名），以及Atlas豪华酒店，门牌号码为塔拉斯·谢甫琴科街27号。